# زنو ایبسن روسی
زنو ایبسن روسی (انگلیسی: Zeno Ibsen Rossi؛ زادهٔ ۲۸ اکتبر ۲۰۰۰) بازیکن فوتبال است.